# کهتوکرها
کهتوکرها یک منطقهٔ مسکونی در ایران است که در بخش مرکزی شهرستان شهربابک واقع شده‌است. کهتوکرها دارای ۱۱ نفر جمعیت می‌باشد .